# Lorenzaccio
Pour la bande dessinée, voir Lorenzaccio (bande dessinée).
 (décembre 2016).
Lorenzaccio est un drame romantique en cinq actes écrit par Alfred de Musset en 1834 sur une idée de George Sand, qui lui avait confié le manuscrit de sa scène historique inédite intitulée Une conspiration en 1537. Il est publié en août 1834 dans le premier tome de la seconde livraison d'Un spectacle dans un fauteuil.
Il y présente un héros romantique, Lorenzo. L'intrigue de cette pièce est une reprise d'événements réels racontés dans une chronique de la Renaissance sur la vie de Florence au XVIe siècle : la Storia fiorentina de Benedetto Varchi. Alors que l'histoire originale met en scène Lorenzo qui s'enfuit et reste en vie tout comme sa mère, Musset adapte l'histoire en tuant le protagoniste après que celui-ci apprend le décès de celle qui lui a donné la vie. En raison de ces libertés de narration, l'œuvre présente quelques anachronismes et erreurs historiques.
Lorenzaccio est mis en scène après la mort d'Alfred de Musset au théâtre de la Renaissance en 1896, dans une version en cinq actes avec un épilogue monté par Armand d'Artois avec Sarah Bernhardt dans le rôle titre.

## Résumé de l'histoire

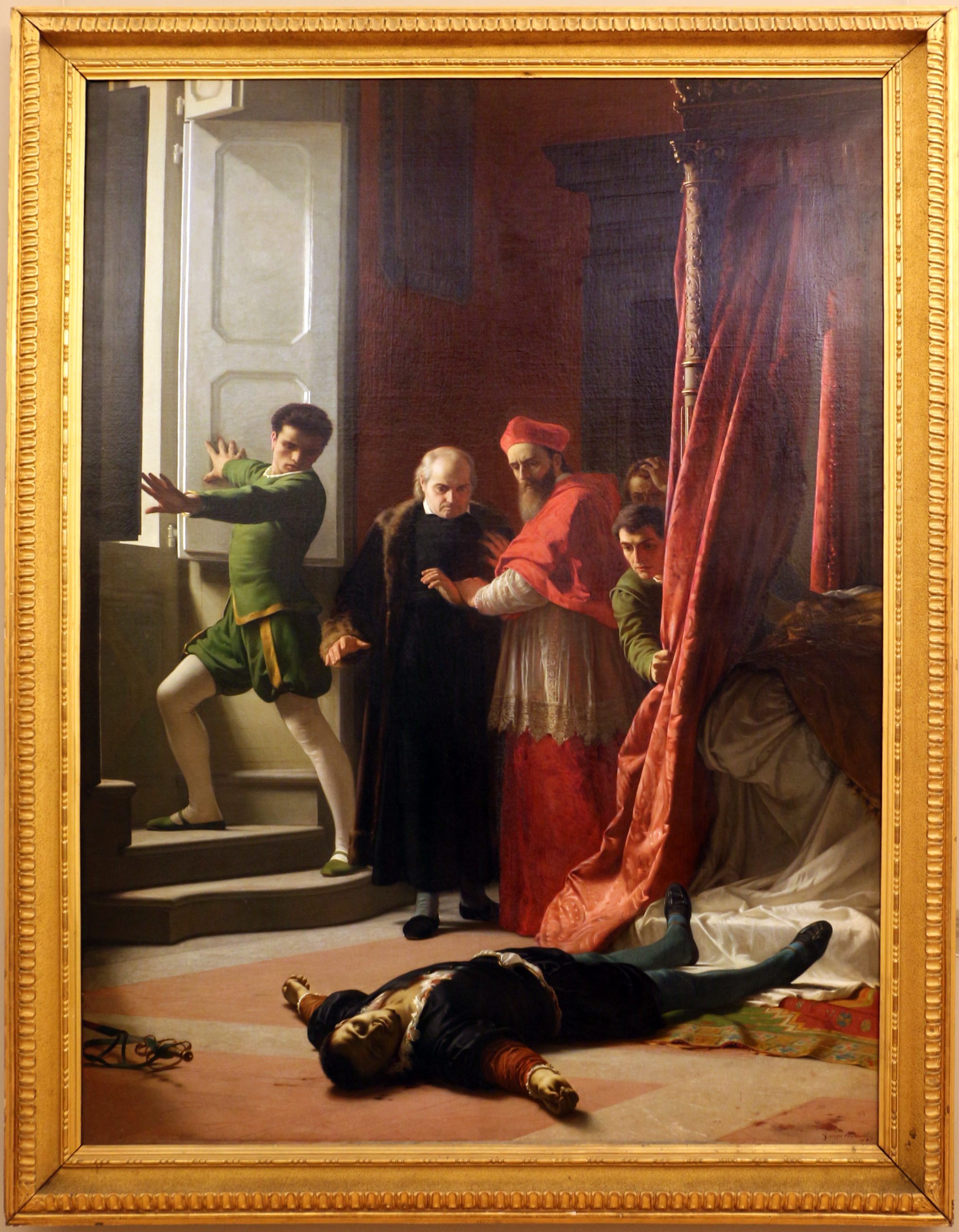
Giuseppe Battista Bellucci, Mort d'Alexandre de Médicis, 1865.

L'action se déroule à Florence en janvier 1537. Le patricien florentin Lorenzo de Médicis, âgé de 19 ans, jeune homme studieux, admirateur des héros de l'Antiquité romaine et grecque, se voue à la restauration de la République. C'est une tâche difficile, car son lointain cousin, le duc Alexandre de Médicis, règne sur Florence en tyran avec l'appui du Saint-Empire et du pape. De plus, une garnison allemande assure sa protection.
Lorenzo devient un fidèle serviteur du duc et son compagnon de débauche. Il projette de le tuer pour libérer Florence de son cousin, estimant que les grandes familles républicaines sont trop passives et trop lâches pour accomplir leur devoir. L'acte de Lorenzo semble d'avance voué à l'échec, car il agit seul. Personne ne l'en croit capable et nul n'a le courage de tirer parti de son acte pour instaurer à Florence un régime moins tyrannique.

## Contexte historique
L'histoire se déroule à Florence en 1537, dans les deux dernières années du règne d'Alexandre de Médicis (1536-1537). Pendant cette période, la ville de Florence est contrôlée par Charles Quint, empereur du Saint-Empire, et par le pape. Ces derniers nomment à la tête de la ville Alexandre de Médicis, un être vil et débauché.
La ville est ici le théâtre d'affrontements qui ne sont pas sans rapport avec la situation que Musset vient de connaître en France avec l'échec des journées révolutionnaires de juillet 1830. Néanmoins, toute la pièce ne reflète pas l'Histoire de la France de 1830. Musset laisse libre cours à son imagination pour écrire ce texte de «spectacle dans un fauteuil», ayant la particularité de n'être conçu que pour la lecture, à la suite de l'échec des deux seules représentations de sa pièce intitulée La nuit vénitienne, les 1er et 3 décembre 1830.

## Le héros
Au pur Lorenzo succède donc celui que les Florentins appellent Lorenzaccio, en ajoutant à son nom le suffixe -accio, qui marque le mépris. Incarnant toute la débauche de sa ville, Lorenzo jouera donc un double jeu pendant toute la pièce, celui de «Lorenzino», héros romantique par excellence, empli d'idéaux et inspiré par les deux Brutus, et celui de «Lorenzaccio», personnage corrompu et pervers, qui lui collera bientôt à la peau. Mais, sous ses airs de débauché et de lâche, Lorenzo est aussi un homme d'épée idéaliste, courageux et poétique (comme dans la scène 11 de l'acte IV, celle du meurtre du Duc où Lorenzaccio redevient Lorenzo l'espace d'un instant). La dualité et l'ambiguïté du personnage éponyme est l'une des richesses de cette œuvre dramatique.

## Représentations remarquables
Lorenzaccio n'a pas été mis en scène immédiatement. Les cinq actes n'ont jamais été joués intégralement, leurs trente-six scènes exigeraient trois soirées, une soixantaine de décors, plus de quatre cents interprètes. Ils ne furent d'ailleurs pas portés à la scène du vivant de Musset. En 1863, son frère Paul arrangea un texte pour le théâtre de l'Odéon. La censure impériale le refusa, attendu que « la discussion du droit d'assassiner un souverain dont les crimes et les iniquités crient vengeance, le meurtre même du prince par un de ses parents, type de dégradation et d'abrutissement, paraissent un spectacle dangereux à montrer au public ».
- 1896 : Première représentation du drame, au théâtre de la Renaissance. Lorenzaccio y est incarné par Sarah Bernhardt dans la tradition des rôles travestis.

Par la suite, le rôle fut repris par d'autres actrices.
- 1933 : Première interprétation par un homme, interprétation signée par Jean Marchat au grand théâtre de Bordeaux.
- 1945 : Lorenzaccio est adaptée par Gaston Baty.
- 1952 : L'interprétation de Lorenzaccio par Jean Vilar au festival d'Avignon avec Gérard Philipe qui signait aussi la mise en scène, fut mémorable et restera un des plus grands mythes du festival[6].
- 1964 : La mise en scène de Raymond Rouleau en 1964 au Théâtre Sarah Bernhardt donna lieu à un grand spectacle en 37 tableaux, dans des décors de Luigi Samaritani, formé par Lila de Nobili. C'est Pierre Vaneck qui incarnait Lorenzo.
- 1976 : Dans une mise en scène de Franco Zeffirelli, Francis Huster et Claude Rich endossent le rôle à la Comédie-Française en alternance.

## Postérité non scénique
- Édition bibliophilique illustrée par Yvette Alde, Éditions André Vial, 1967.
- Bande dessinée : Régis Penet, Lorenzaccio, 12bis, 2011[7].

## Citations
- « […] Tandis que moi, pinçant le menton de la petite, je serre les poings de rage en remuant dans ma poche quatre ou cinq méchantes pièces d'or. » (acte III, scène 3)
Tournure typique de la littérature du XIXe siècle, où l'auteur s'attache plus au rythme du texte qu'au réalisme de la situation.
- « Le mal existe, mais pas sans le bien, comme l'ombre existe, mais pas sans la lumière. » (III, 3)
- « L'Humanité souleva sa robe et me montra […] sa monstrueuse nudité. » (III, 3)
- « Songes-tu que ce meurtre, c'est tout ce qui me reste de ma vertu ? » (III, 3)
- « Un peuple malheureux fait les grands artistes. » (II, 2)